# 이진성지
이진성지(梨津城址)는 대한민국 전라남도 해남군 북평면에 있는 성터이다. 1988년 12월 21일 전라남도의 기념물 제120호로 지정되었다.

## 개요
전남 해남군 북평군 이진리 해안에 돌로 쌓은 성이다. 선조 21년(1588)에 군대의 진을 세우고 인조 5년(1627)에 만호진으로 승격되었는데 이 당시에 쌓은 것으로 보인다.
『여지도서』의 기록에 보면 군 남쪽 120리에 있고 성은 돌로 쌓은 석성으로, 둘레는 1,470척, 높이 8자이며 샘이 2개있다고 전한다. 『문화유적총람』에는 둘레 2.5km의 성지로 인조 26년(1648)에 만호(각 진에 배치한 종4품의 무관직)를 두어 성을 세웠고, 성 주위로 바다 호수를 만들어 왜군이 침입하지 못하게 하였다고 한다. 또 이진은 제주도 출입 통제소이기도 하였으며, 제주도의 말을 수송하는 곳이었으며, 마을 안에 수군만호비가 4기가 있다고 전한다.
성은 남·북의 구릉지를 이용하여 타원형 형태로 지었으며, 지금 마을 통로로 이용되는 곳에 동문과 서문의 터가 있고 남문터는 민가에 남아있다. 성 주위에는 백자조각과 각종 유물이 발견되고 있으며, 4기의 만호비는 이진초등학교 입구에 있다.
이진성을 쌓은 연대는 정확히 알기 어려우나, 현재도 거의 원형을 유지하고 있어 가치가 높다. 주변의 달마산봉수나 달도선소, 이진마을의 민가와 관련하여 중요한 자료가 된다.

## 참고 자료
- 이진성지 - 국가유산청 국가유산포털